# Tanabe Ryota
Ryota Tanabe (sinh ngày 10 tháng 4 năm 1993) là một cầu thủ bóng đá người Nhật Bản.

## Sự nghiệp câu lạc bộ
Ryota Tanabe đã từng chơi cho Nagoya Grampus.